# Трента
Трента (італ. Trenta, сиц. Trenta) — муніципалітет в Італії, у регіоні Калабрія, провінція Козенца.
Трента розташована на відстані близько 440 км на південний схід від Риму, 50 км на північний захід від Катандзаро, 7 км на схід від Козенци.
Населення — 2666 осіб (2014).
Щорічний фестиваль відбувається останньої суботи серпня. Покровитель — Maria SS. Assunta.

## Демографія
Населення за роками:

Станом на 31 грудня 2014 року в муніципалітеті офіційно проживав 61 іноземець з 15 країн, серед них 28 громадян країн Євросоюзу та 2 громадяни України.

## Сусідні муніципалітети
- Казоле-Бруціо
- Козенца
- Ровіто